# Wai Wai Nu
Wai Wai Nu, en birmano: ဝေဝေနု, (Buthidaung, Estado Rakáin, 1987) es una abogada y activista birmana, que lucha por los derechos y la igualdad de todas las personas en Myanmar, incluidos los rohinyá. Entre otros reconocimientos, fue incluida en la lista de las 100 mujeres de la BBC en 2014 y en la lista de las 100 Líderes de la Próxima Generación de la revista Time en 2017.

## Trayectoria
Sus padres son rohinyá y creció en Buthidaung. Su familia se mudó a Rangún en 1993 debido al activismo político de su padre Kyaw Min Yu, quién luchó por los derechos laborales y fue acosado por la junta militar.Nu fue admitida en la University of East Yangon para estudiar derecho a los 16 años.
En 2005, cuando Nu tenía 18 años y estaba en su segundo año de la universidad, sus padres, ella y todos sus hermanos fueron arrestados. Su padre había sido elegido miembro del Parlamento como parte de la National League for Democracy (NLD) en las elecciones generales de 1990, pero la junta militar se negó a reconocer las elecciones porque era miembro de un partido de oposición. No está claro por qué su padre, no fue arrestado en 1990 junto con los aproximadamente cuatrocientos miembros de la National League for Democracy y los muchos otros activistas por la democracia que fueron arrestados después de las elecciones generales de 1990. No fue hasta 2005, quince años después de las elecciones de 1990, que Nu y su familia fueron arrestados. Ese mismo año, el general Khin Nyunt, el "Príncipe Malvado" de Birmania, fue condenado a 44 años de prisión tras caer del poder. La familia no tuvo representación legal y el juez no tomó notas durante el juicio. Aunque en algunos artículos se afirma que Nu, sus padres y hermanos, fueron condenados por violar la ley de inmigración considerada una amenaza para el estado, en otras entrevistas su padre afirmó que fue acusado de sedición. Nu fue condenada a 17 años en la prisión de Insein, en Rangún, la mantuvieron en una habitación junto con su hermana y su madre, mientras que su padre recibió una sentencia de 47 años de aislamiento y su hermano fue enviado a una prisión separada. Mientras estaba en prisión, Nu habló con mujeres encarceladas y conoció sus historias, luego calificó su encarcelamiento como una "educación para la vida". Toda la familia fue liberada en enero de 2012, cuando Nu tenía 25 años, después de que el presidente Thein Sein declarara la amnistía. Su hermana contrajo hepatitis C y su padre desarrolló una enfermedad cardíaca debido a las malas condiciones carcelarias.
Nu obtuvo su título de abogada tras continuar sus estudios universitarios al salir de prisión. Luego se inscribió en un programa de educación política de un año de duración organizado por el British Council. También realizó otras formaciones en política.
Como activista, fundó dos ONG: Women's Peace Network-Arakan y Justice for Women. A través de Women's Peace Network, se centra en la consolidación de la paz en Myanmar para todas las personas de cualquier género, etnia y religión. Justice for Women es una red de abogadas que brindan asistencia jurídica a mujeres. Además, da formaciones a mujeres sobre cuestiones relacionadas con el abuso, como la violencia doméstica y el acoso sexual.Lanzó una exitosa campaña en Twitter llamada #MyFriend, cuyo objetivo fue mostrar la amistad entre personas diversas para promover la tolerancia. Ha dado conferencias para diversas organizaciones, en 2017, dio un discurso en el Oslo Freedom Forum. También, ha abogado ante las Naciones Unidas por la situación de los derechos humanos en Birmania. Ha sido invitada varias veces a la Casa Blanca y al Congreso de los Estados Unidos.
Se trasladó a Estados Unidos y obtuvo la Maestría en Derecho por la Universidad de California en Berkeley en 2018.

## Reconocimientos
Nu, recibió en 2014, el premio N-Peace. En 2015, la revista Foreign Policy la nombró una de los 100 mejores pensadoras globales. Ese mismo año, participó en la clase inaugural de un programa de capacitación para jóvenes líderes realizado en el Centro Presidencial George W. Bush, llamado Liberty and Leadership Forum, que se centró en la formación para la transición democrática. En 2016, la revista Salt la nombró una de las 100 mujeres inspiradoras de Salt y Diageo. En 2017, la revista Time la nombró una de las Líderes de la Próxima Generación. Un año después, en 2018, recibió el premio Hillary Clinton de la Universidad de Georgetown. En 2019, fue seleccionada como becaria de la Obama Foundation en la Universidad de Columbia. Al año siguiente, fue seleccionada como becaria de prevención del genocidio por el Museo Conmemorativo del Holocausto de los Estados Unidos. En 2021, recibió el City of Athens Democracy Award que otorga The Democracy & Culture Foundation.